# ピエール・ジャンヌレ
ピエール・ジャンヌレ(Pierre Jeanneret、1896年3月22日 - 1967年12月4日)は、スイスの建築家。ル・コルビュジエとは従兄弟にあたり、コルビュジエの重要なパートナーとして事務所の建築実務を担当した。

## 略歴
1896年、ジュネーヴに生まれ、ジュネーブの美術学校で建築を学んだ。1920年から22年までオーギュスト・ペレとその兄弟が経営していた建設会社に勤め、1922年からは従兄弟のル・コルビュジエと事務所を設立し協働体制をとった。1927年からは事務所に入所したシャルロット・ペリアンとコルビュジエの3人でLCシリーズに代表される家具のデザインを手がけている。
建物に加えて、ジャンヌレは独立して、またはル・コルビュジエと一緒に家具も設計しました。 彼は、留め具を必要としない椅子など、ミニマリストなデザインを試しました。
第二次世界大戦中、ジャンヌレはフランスのレジスタンス運動に参加したが、コルビュジエはナチスドイツに協力的なヴィシー政権に与したため、2人は袂を分かつことになった。その後、ジャンヌレは独立しジャン・プルーヴェとの協働などの活動を行った。第二次世界大戦後、ジャンヌレはコルビュジエに再度請われ、マックスウェル・フライ、ジェーン・ドリューと共にインドのチャンディーガル都市計画の計画および設計に従事した。

## インドでのピエール・ジャンヌレ
ル・コルビュジエがチャンディーガル都市計画を引受ける条件の一つに、ピエール・ジャンヌレが現地で監督を行う事だった。ジャンヌレは、ル・コルビュジエの提案を承諾し、チャンディーガル都市計画で重要な役割を果たす。そして初代チャンディーガルチーフアーキテクトに就任するなど、インドの近代建築の発展に寄与した。1951年から14年間滞在し、1965年には病気の為にインドを離れ、1967年に死去した。その後、遺族によって彼の遺灰はチャンディーガルの北東部にあるスクナ湖に散骨された。多くの彼個人の作品が、チャンディーガルに残されている。彼はモデュロールやコルビュジエの建築言語：ブリーズ・ソレイユなどを利用し設計を行っている。主な作品は、パンジャブ大学内にあるガンディ・バワンや大学施設、セクター17のバスターミナル、マウントビューホテル、7000戸近く建設された集合住宅などがある。

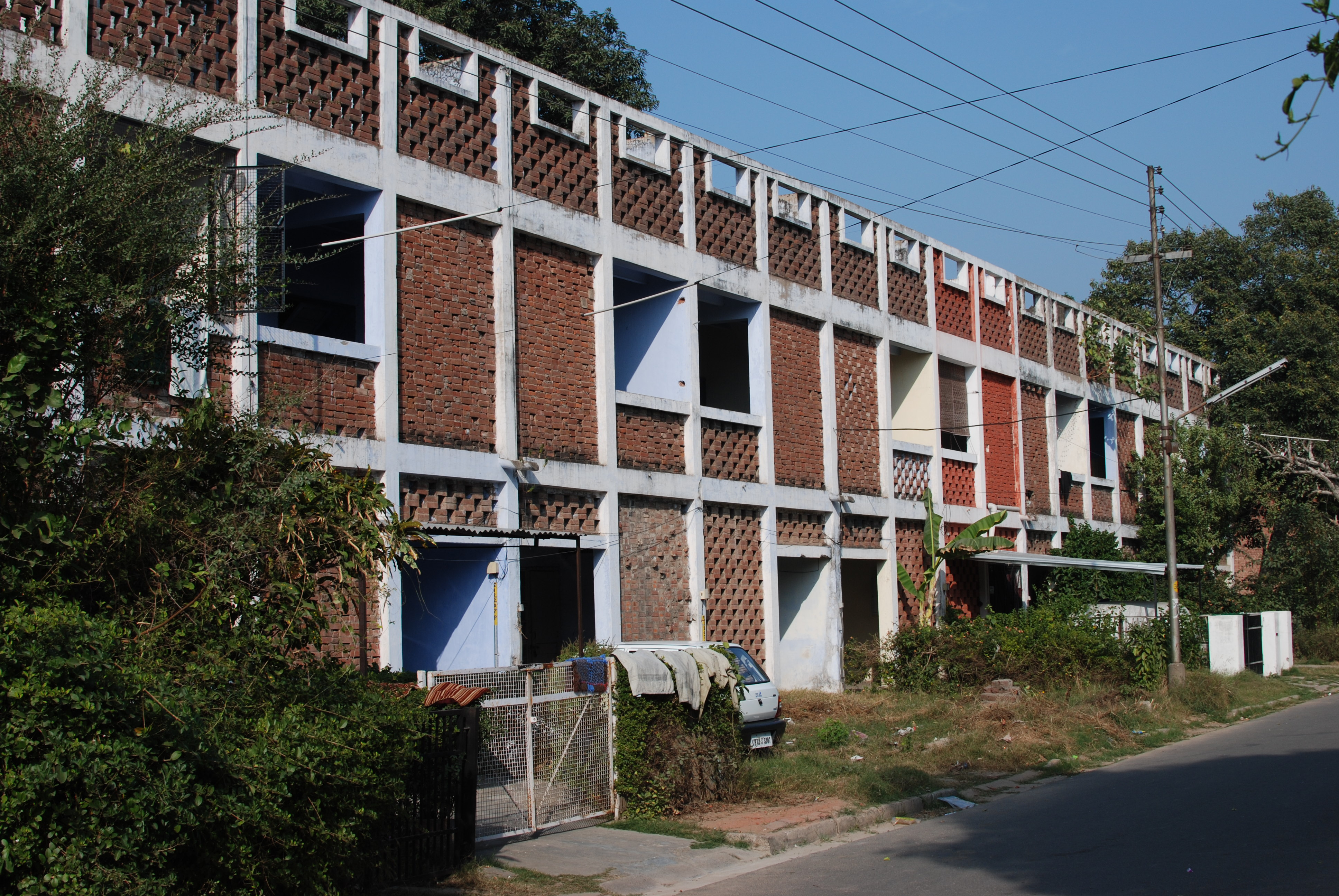
集合住宅、チャンディーガル
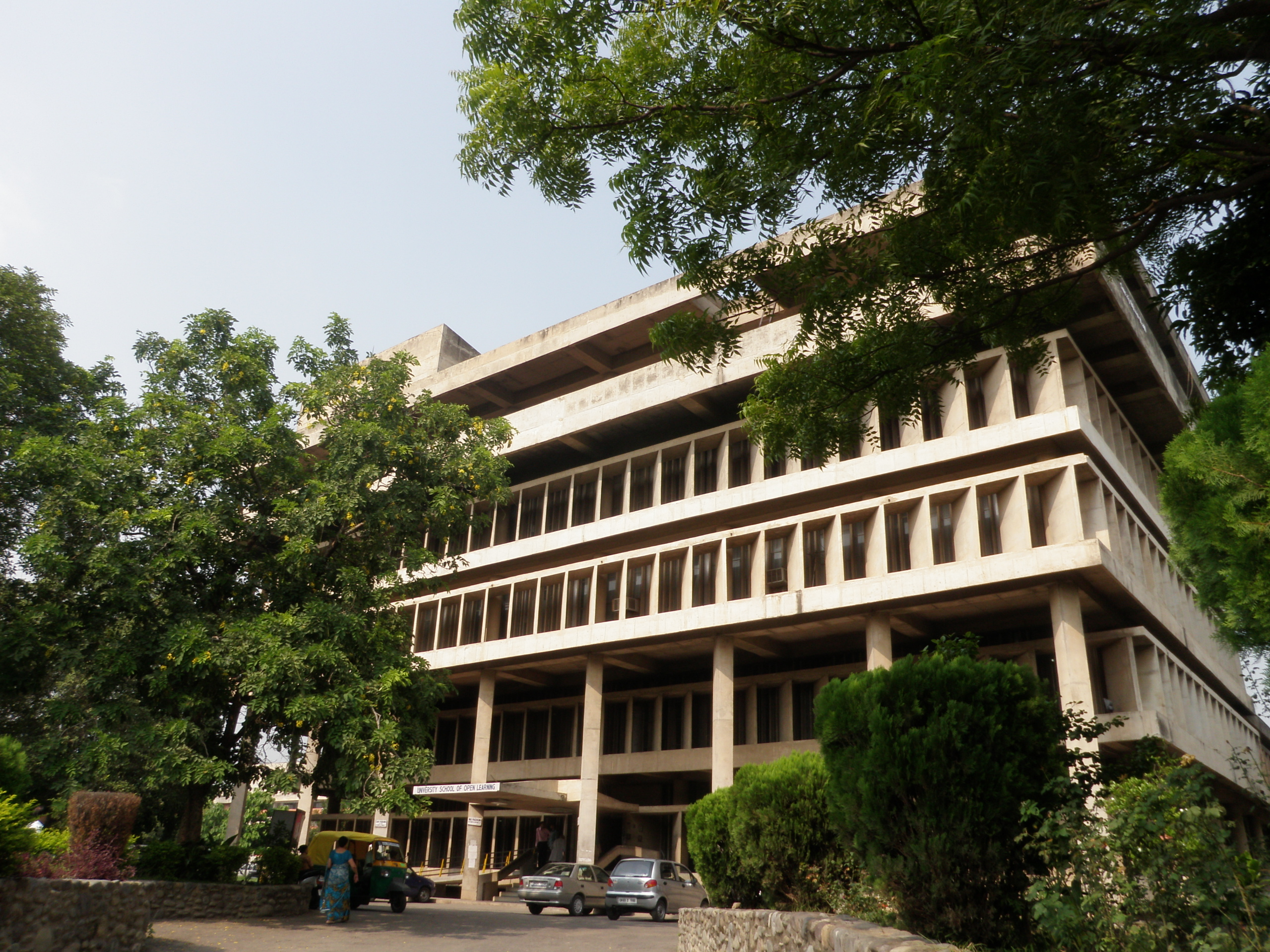
パンジャブ大学、チャンディーガル
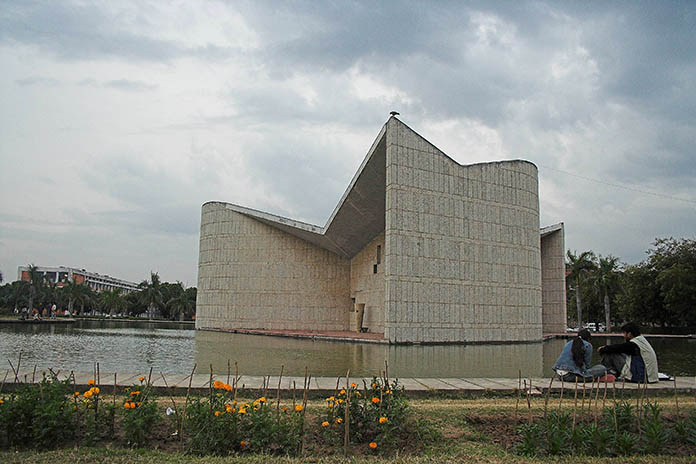
ガンディー･バワン、チャンディーガル